# Inhaler
Inhaler är ett irländskt rockband bildat i Dublin. Bandet består av sångaren och gitarristen Elijah Hewson, Basisten Robert Keating, samt den andra gitarristen Josh Jenkinson och trummisen Ryan Mcmahon.
Bandet har ett sound som påminner om åttiotalsrocken och har hyllats av bland annat BBC, Rolling Stones och NME. Sedan deras första singel 2018 har bandet fått stort genomslag online. Stora influenser ska vara Joy Division, U2 och Echo & The Bunnymen.. 
Bandets namn har varit omdiskuterat då även ett brittiskt band delar samma namn. Inhaler menar dock att detta inte ska vara ett problem för dem. De har använt namnet sedan 2015, ett år tidigare än det brittiska bandet.
Bandet släppte sitt debutalbum It Won't Always Be Like This den 9 juli 2021 och dess uppföljare Cuts & Bruises släpptes den 17 februari 2023. Bandets tredje album Open Wide är planerat att släppas den 7 februari 2025.

## Diskografi

### Studioalbum
| År   | Titel                        | Släppdatum  |
| ---- | ---------------------------- | ----------- |
| 2021 | It Won't Always Be Like This | 9 juli      |
| 2023 | Cuts & Bruises               | 17 februari |
| 2025 | Open Wide                    | 7 februari  |

### Singlar
| År   | Titel                          | Album/EP                     |
| ---- | ------------------------------ | ---------------------------- |
| 2018 | I Want You                     | inget album                  |
| 2019 | My Honest Face                 | It Won't Always Be Like This |
| 2019 | It Won't Always Be Like This   | It Won't Always Be Like This |
| 2019 | Ice Cream Sundae               | inget album                  |
| 2020 | We Have To Move On             | inget album                  |
| 2020 | Falling In                     | inget album                  |
| 2020 | When It Breaks                 | It Won't Always Be Like This |
| 2021 | Cheer Up Baby                  | It Won't Always Be Like This |
| 2021 | My Honest Face                 | It Won't Always Be Like This |
| 2022 | These Are The Days             | Cuts & Bruises               |
| 2022 | Love Will Get You There        | Cuts & Bruises               |
| 2023 | If You're Gonna Break My Heart | Cuts & Bruises               |
| 2024 | Your House                     | Open Wide                    |
| 2024 | Open Wide                      | Open Wide                    |

## Medlemmar
- Eijah Hewson - Sång, Akustisk Gitarr
- Robert Keating - Bas
- Ryan McMahon - Trummor
- Josh Jenkinson - Gitarr